# زولبک
زولبک (به آلمانی: Sülbeck) یک منطقهٔ مسکونی در آلمان است که در آینبک واقع شده‌است. زولبک ۴۸۴ نفر جمعیت دارد.